# Disc de Festos
El disc de Festos (o disc de Phaistos) és una curiosa troballa arqueològica de finals de l'edat del bronze, descobert el 15 de juliol de 1908 per l'arqueòleg italià Luigi Pernier en l'excavació d'un palau minoic a Festos (Phaistos), prop de Agia Triada, al sud de Creta. El propòsit d'ús i el lloc on es va crear encara no han estat determinats, cosa que ha convertit aquest objecte en un dels més famosos misteris de l'arqueologia. Actualment es troba al Museu Arqueològic de Càndia a Creta (Grècia). El disc és d'argila cuita al forn a alta temperatura.
Alguns arqueòlegs suposen que l'escriptura d'aquest disc és minoica, però no es tracta ni del lineal A ni del lineal B, sinó que correspondria als jeroglífics de Creta. Aproximadament, 10 signes del disc són similars a signes de l'escriptura lineal. Per aquesta raó, alguns especialistes li atribueixen un origen no cretenc. Per exemple, segons la "teoria protoiònica", el disc seria l'obra d'un poble ciclàdic. La inscripció va ser realitzada mitjançant pressió amb "segells" jeroglífics pre-formats sobre argila tova, després cuita, en una seqüència espiral cap al centre del disc.

## Antiguitat
Està datat, o bé entre el 1850 aC i 1650 aC, basant-se en l'informe de Pernier, que indica que el disc va ser trobat en un context minoic mitjà inalterat, o bé després de 1400 aC, basant-se en una traducció errònia de l'informe de Pernier, o bé en la primera mitat del segle xiv aC,o bé en qualsevol moment de les èpoques minoiques mitjana i tardana.
El doctor Jerome M. Eisenberg, editor en cap de la revista Minerva, The International Review of Ancient Art & Archaeology, va publicar un article afirmant amb rotunditat que el disc és un frau. Segons Eisenberg, el disc va ser obra del seu suposat descobridor, Luigi Pernier.

### Text de la inscripció

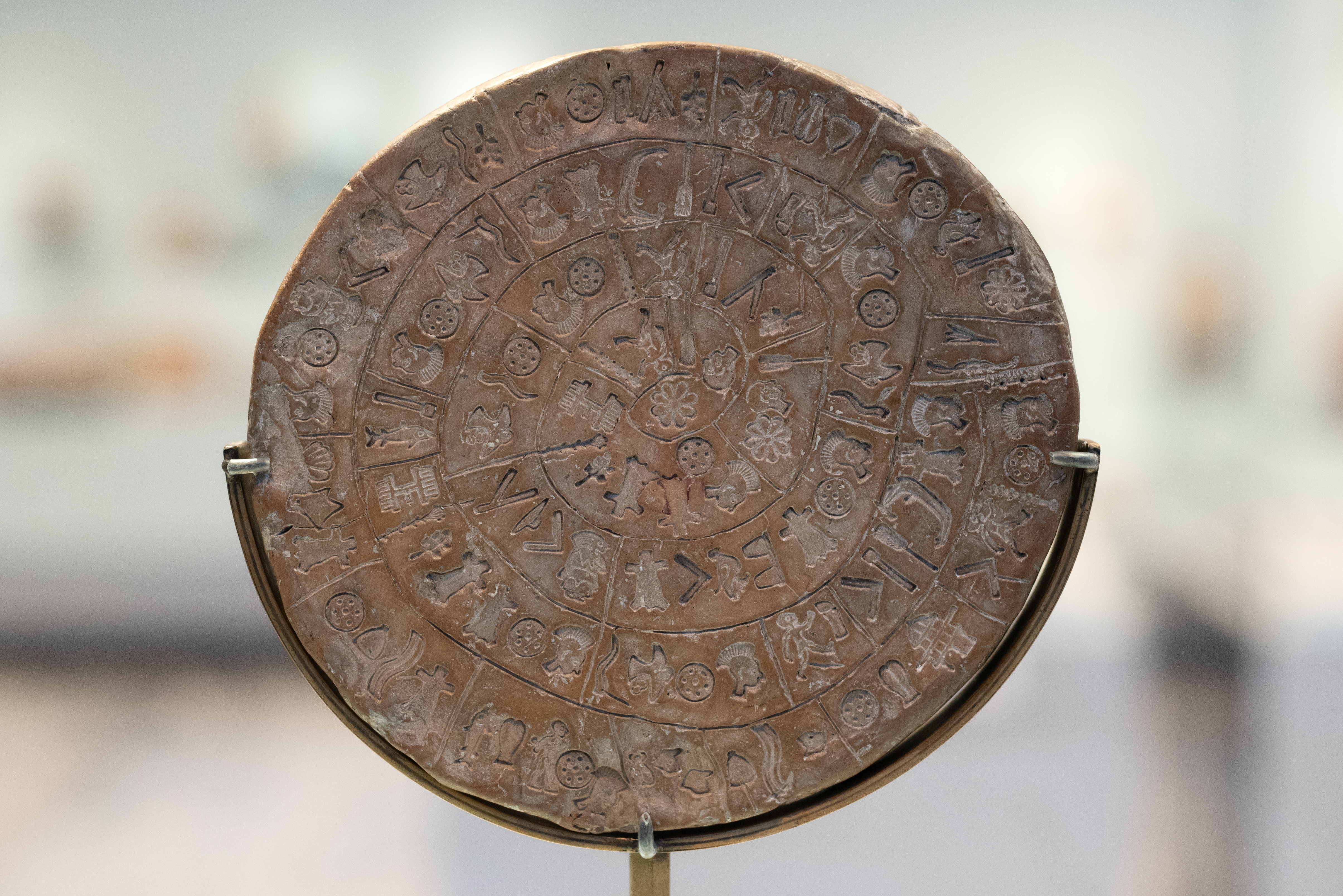
Costat A del disc

Hi ha 61 "paraules", 31 al costat A i 30 al costat B, numerades respectivament d'A1 a A31 i de B1 a B30, de fora cap endins. La transcripció següent és una lectura seguint aquest ordre (amb els signes "cap emplomallat" al començament de les "paraules" i els signes de suprimir al final). La paraula més curta té dos símbols, i la més llarga en té set. Les marques o ratllades es transcriuen aquí com barres diagonals (/). La transcripció comença en la línia vertical de cinc punts, seguint una vegada per la vora del disc en el sentit de les agulles del rellotge (13 "paraules" en el costat A, 12 en e costat B) abans de continuar en espiral cap al centre (18 paraules més a cada costat). El signe final d'una paraula a la posició A8 està esborrat; Godart fa notar que podria semblar-se als signes 3 o 20. Evans va considerar el costat A com el frontal, però nous arguments tècnics, sorgits des d'aleshores inclinen a pensar que el costat frontal és el B.
El sentit de lectura és un tema de discussió entre els especialistes. La lectura de l'exterior cap a l'interior esmentada en el paràgraf anterior no és la més acceptada ni de bon tros.
Els signes de la transcripció que es mostra més avall apareixen orientats d'esquerra a dreta (o de dreta a esquerra, si es comença la lectura pel centre de l'espiral en comptes de la vora exterior), i el lector pot llegir-los seguint els signes de les figures humanes i animals (tal com es llegeixen els jeroglífics egipcis o els d'Anatòlia).

### En transcripció numèrica

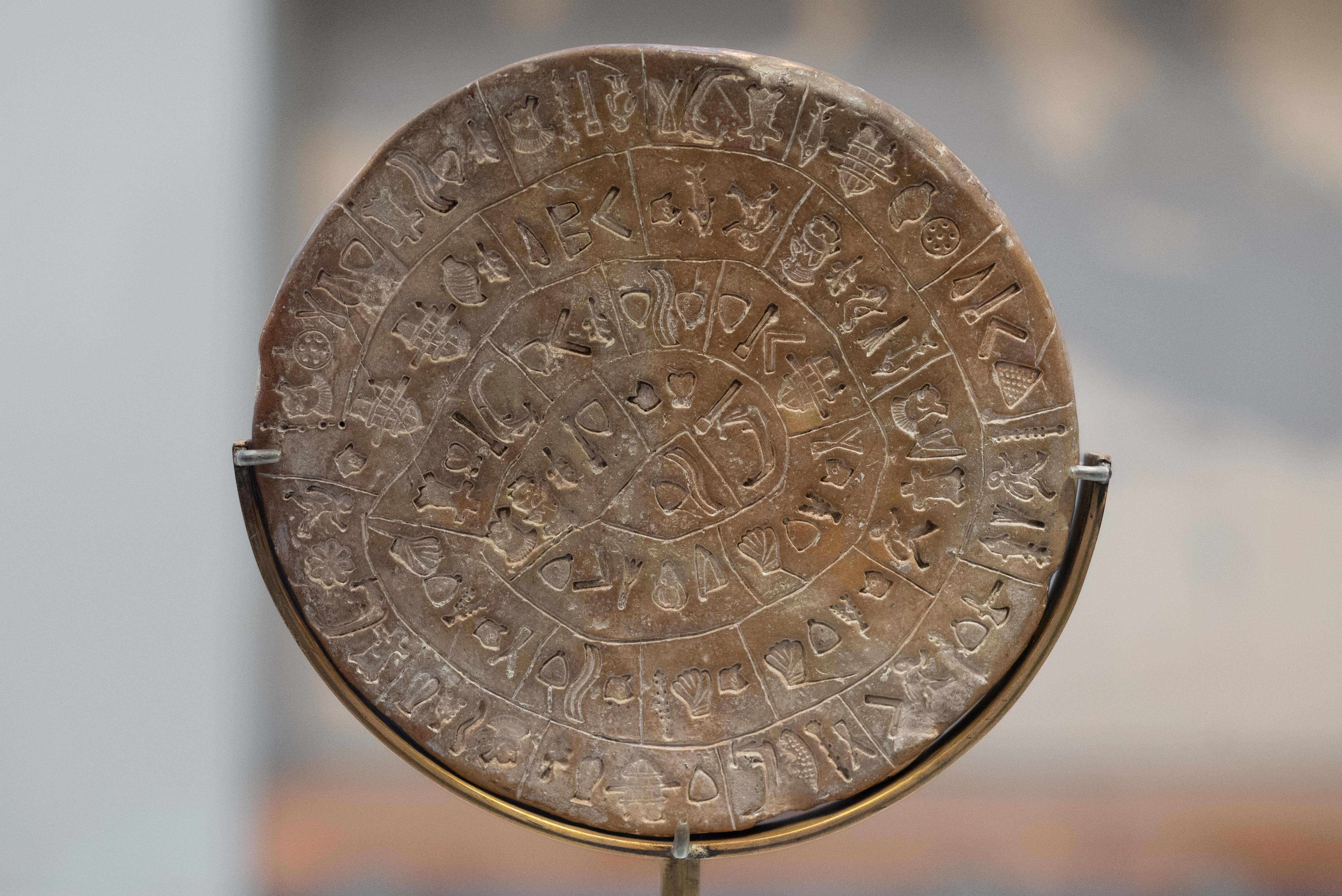
Costat B del disc

Costat A:
02-12-13-01-18/24-40-12 29-45-07/29-29-34 02-12-04-40-33 27-45-07-12 27-44-08 02 - 1918.06.12 -? 31-26-35 02-12-41-19-35 01-41-40-07 02-12-32-23-38/39-11
02-27-25-10-23-18 28-01/02-12-31-26/02-12-27-27-35-37-21 33-23 02-12-31-26/02 - 27-25-10-23-18 28-01/02-12-31-26/02-12-27-14-32-18-27 06-18-17-19 31-26-12 02-12 - 13-01 23-19-35/10-03-38 02-12-27-27-35-37-21 13-01 10-03-38
Costat B:
02-12-22-40-07 27-45-07-35 02-37-23-05/22-25-27 33-24-20-12 16-23-18-43/13-01-39 -33 15-07-13-01-18 22-37-42-25 07-24-40-35 02-26-36-40 27-25-38-01
29-24-24-20-35 16-14-18 29-33-01 06-35-32-39-33 02-09-27-01 29-36-07-08/29-08-13 29 -45-07/22-29-36-07-08/27-34-23-25 07-18-35 07-45-07/07-23-18-24 22-29-36-07-08/09-30-39-18-07 02-06-35-23-07 29-34-23-25 45-07/
El "cap emplomallat" (02) només està al començament de les paraules, seguit en 13 ocasions per l'"escut" (12, que en algunes ocasions està al final d'una paraula). Sis paraules apareixen dues vegades cadascuna:
la seqüència de tres paraules 02-27-25-10-23-18 1928-2001/02-12-31-26 apareix dues vegades (A14-16, A20-22). En A19 apareix per tercera vegada 02-12-31-26. Unes altres quatre paraules apareixen dues vegades cadascuna, 02-12-27-27-35-37-21 (A17, A29), 1938.03.10 (A28, A31), 22-29-36-07-08/(B21, B26) i 29-45-07/(A3, B20).
| (A1)  | (A2)  | (A3)  | (A4)     |
| (A5)  | (A6)  | (A7)  | (A8) [.] |
| (A9)  | (A10) | (A11) | (A12)    |
| (A13) | (A14) | (A15) | (A16)    |
| (A17) | (A18) | (A19) | (A20)    |
| (A21) | (A22) | (A23) | (A24)    |
| (A25) | (A26) | (A27) | (A28)    |
| (A29) | (A30) | (A31) |          |
| (B1)  | (B2)  | (B3)  | (B4)     |
| (B5)  | (B6)  | (B7)  | (B8)     |
| (B9)  | (B10) | (B11) | (B12)    |
| (B13) | (B14) | (B15) | (B16)    |
| (B17) | (B18) | (B19) | (B20)    |
| (B21) | (B22) | (B23) | (B24)    |
| (B25) | (B26) | (B27) | (B28)    |
| (B29) | (B30) |       |          |

## Misteri sobre la tecnologia
S'estima que el disc va ser creat sobre l'any 1750 aC., fet que el convertiria en el primer document imprès de la història. En lloc d'estar gravat a mà com els escrits del sistema Lineal A o el sistema Lineal B de Creta, el disc va ser imprès sobre argila tova, mitjançant 45 segells amb relleu, i després va ser endurit coent-lo al forn. La fabricació d'aquests segells degué ser molt treballosa, per la qual cosa es dedueix que el posseïdor els va fer esmerçant gran quantitat de temps i esforç, per poder després realitzar gran quantitat de textos amb més rapidesa que si els feia a mà. Es podria dir que és un precursor dels diferents tipus d'impremta emprats a la Xina al cap de 2500 anys o a l'Europa medieval 3100 anys més tard.